# Darren Gilshenan
Darren Gilshenan (...) è un attore australiano.

## Biografia
Cresciuto a Brisbane, ha scoperto la recitazione partecipando a uno spettacolo dei boy scout. In quel momento capì che la recitazione era la sua passione.
Si è diplomato al National Institute of Dramatic Art nel 1988. Ha insegnato a lungo presso l'Australian Theatre for Young People, il Bell Shakespeare e al National Institute of Dramatic Art.
All'inizio della sua carriera fece ruoli da guest star in Wandin Valley nel 1992 e Polizia squadra soccorso nel 1993. Nel 1997 è diventato un personaggio regolare della serie comica di sketch Full Frontal, dove fece anche da sceneggiatore.
È stato un membro del cast principale della serie Chandron Pictures, andata in onda dal 2007 al 2009. Nel 2014 ha recitato nella serie comedy The Moody's e nel dramma Rake.
Nel 2023 è stato scelto come parte del cast della serie australiana Thou Shalt Not Steal e prende parte anche alla serie Population 11. Nello stesso anno fu annunciato che avrebbe preso parte alle riprese del film Pickpockets.

## Filmografia parziale

### Cinema
- Dark City, regia di Alex Proyas (1998)
- Save Your Legs!, regia di Boyd Hicklin (2012)
- Orry Kelly - Tutte le donne che ho (s)vestito (Women He's Undressed), regia di Gillian Armstrong (2015)
- A Savage Christmas, regia di Madeleine Dyer (2023)
- Christmess, regia di Heath Davis (2023)

### Televisione
- Wandin Valley (A Country Practice) – serie TV, un episodio (1992)
- Polizia squadra soccorso (Police Rescue) – serie TV, un episodio (1993)
- Chandron Pictures – serie TV, 16 episodi (2007-2009)
- Top of the Lake - Il mistero del lago (Top of the Lake) – serie TV, 2 episodi (2013)
- The Elegant Gentleman's Guide to Knife Fighting – serie TV, 6 episodi (2013)
- Rake – serie TV, 6 episodi (2014)
- Janet King – serie TV, 4 episodi (2014)
- Harrow – serie TV, 30 episodi (2018-2021)

## Doppiatori italiani
Nelle versioni in italiano delle opere in cui ha recitato, Darren Gilshenan è stato doppiato da:
- Riccardo Peroni in Orry Kelly - Tutte le donne che ho (s)vestito
- Raffaele Palmieri in Harrow
- Luca Graziani in Stateless